# كريستوفر داهل
كريستوفر داهل (بالبوكمول: Christoffer Dahl) (8 يناير 1984 في النرويج - ) هو لاعب كرة الصالات ‏ ولاعب كرة قدم نرويجي في مركز الوسط. شارك مع منتخب النرويج تحت 21 سنة لكرة القدم. أما مع النوادي، فقد لعب مع نادي لين وManglerud Star Toppfotball ‏ وHønefoss BK ‏ وKFUM-Kameratene Oslo ‏.

## وصلات خارجية
- كريستوفر داهل على موقع اتحاد النرويج (النرويجية)
- كريستوفر داهل على موقع قاعدة بيانات كرة القدم.إي يو (الإنجليزية)
- كريستوفر داهل على موقع Soccerway.com (الإنجليزية)